# Kirche Zimmern

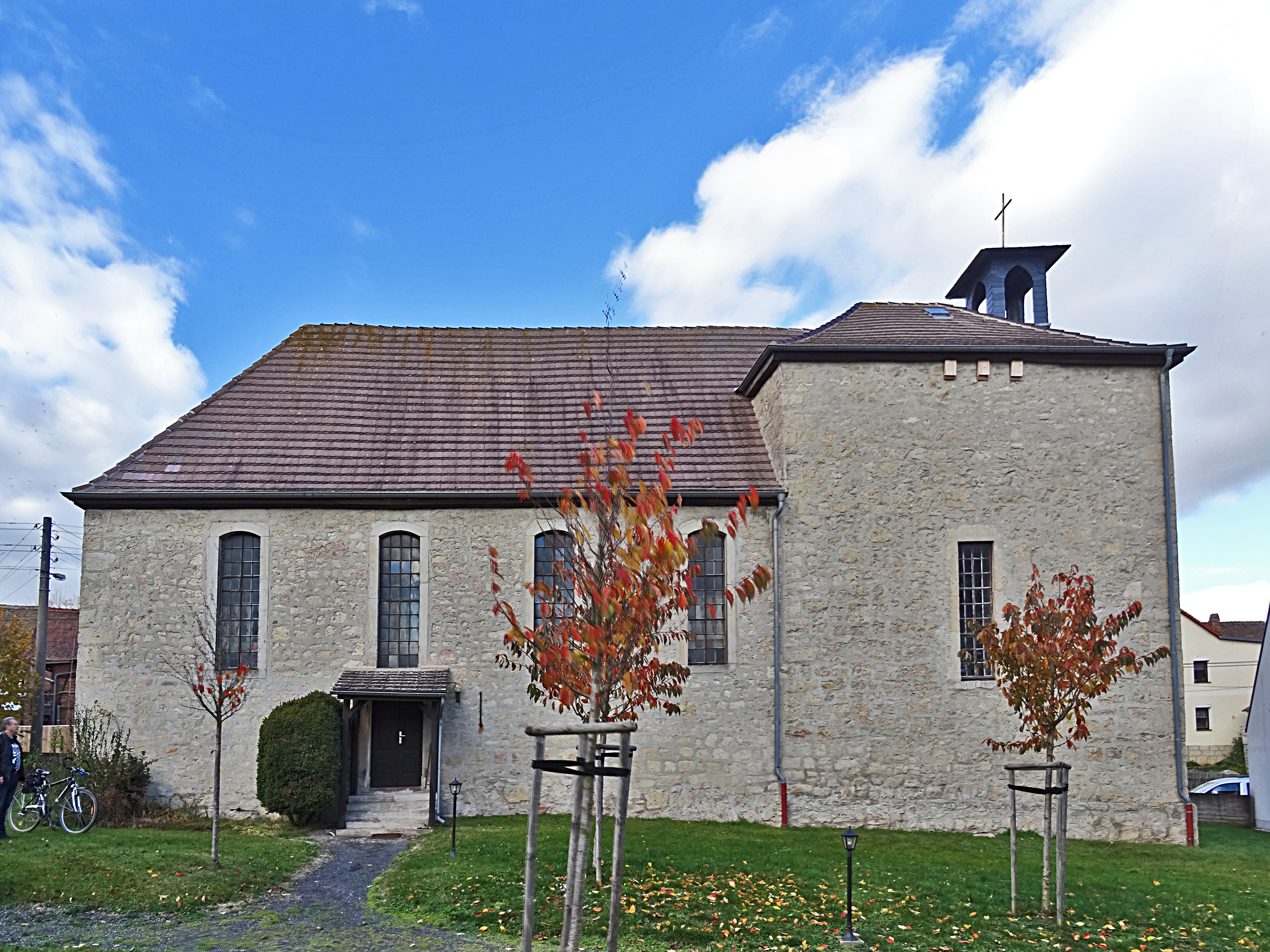
Kirche Zimmern

Die evangelisch-lutherische denkmalgeschützte Kirche Zimmern steht in Zimmern, einer Gemeinde im Saale-Holzland-Kreis von Thüringen. Die Kirchengemeinde Zimmern gehört zum Kirchengemeindeverband Vierzehnheiligen der Region Jena West im Kirchenkreis Jena der Evangelischen Kirche in Mitteldeutschland.

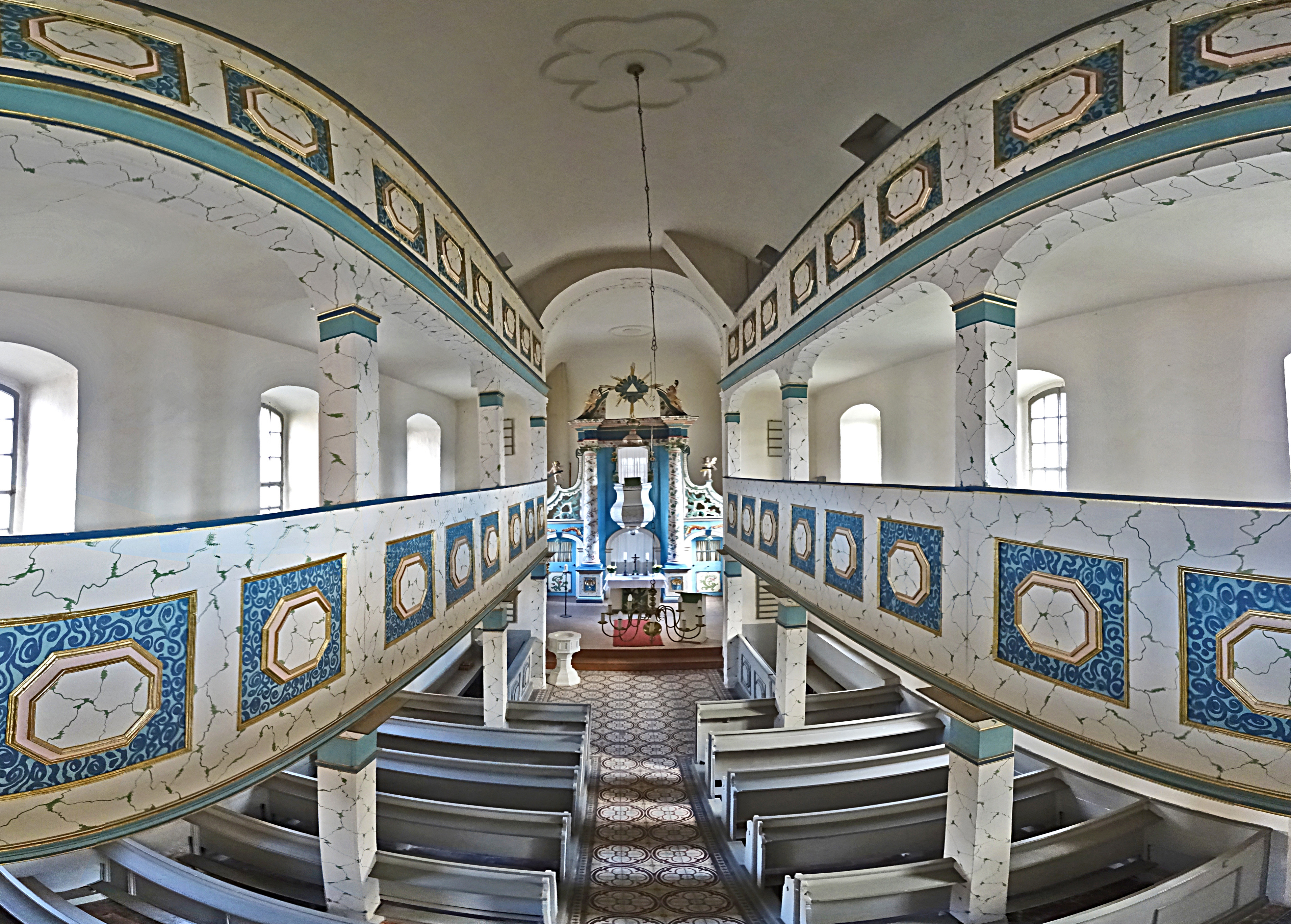
Innenansicht

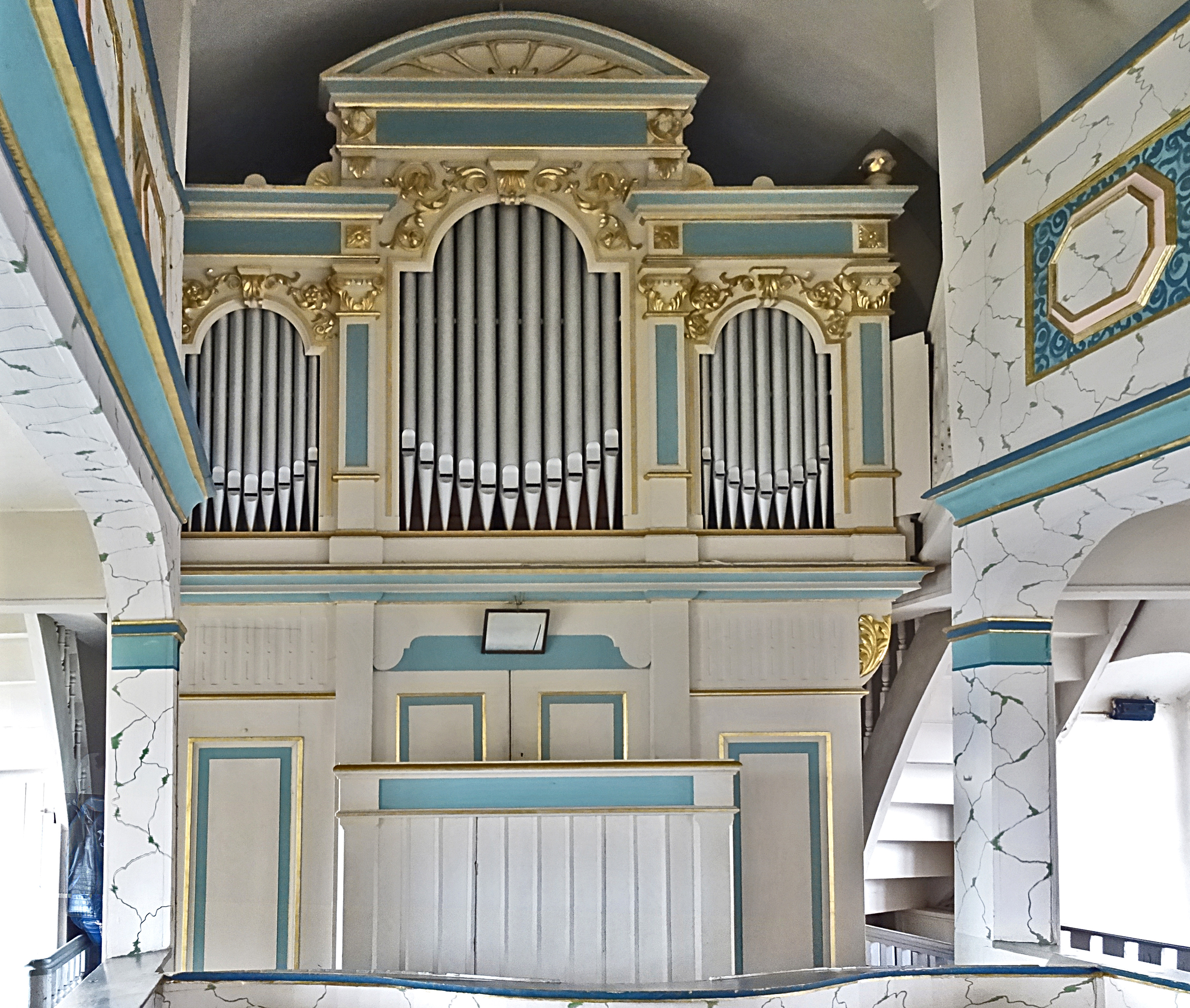
Die Orgel

## Beschreibung
Nachdem 1759 die Kirche zerstört worden war, entstand 1797 eine neue Saalkirche aus Bruchsteinen. Sie hat einen Chorturm auf quadratischem Grundriss. In ihm hängen drei Kirchenglocken, die älteste wurde von Melchior Moeringk aus Erfurt 1594 gegossen. Die Segmentbogenfenster erhielt die Kirche bei einem Umbau 1863. Der Innenraum hat an drei Seiten Emporen, an den Langseiten sind sie zweigeschossig. Der östliche Teil des Chors ist durch ein Fensterband abgeteilt, unterbrochen durch die Kanzel. Die Orgel mit 14 Registern, verteilt auf 2 Manuale und Pedal, wurde vor 1850 von einem unbekannten Orgelbauer errichtet.